# 索赖
索赖（法語：Saurais，法語發音：[soʁɛ]）是法国德塞夫勒省的一个市镇，属于帕尔特奈区。

## 地理
索赖（46°37'9"N, 0°8'43"W）面积11.3 平方千米，位于法国新阿基坦大区德塞夫勒省，该省份为法国西部内陆省份，北起曼恩-卢瓦尔省，西接旺代省，南至夏朗德省和滨海夏朗德省，东临维埃纳省。
与索赖接壤的市镇（或旧市镇、城区）包括：拉沙佩勒贝特朗、拉佩拉特、圣马丹迪富尤。

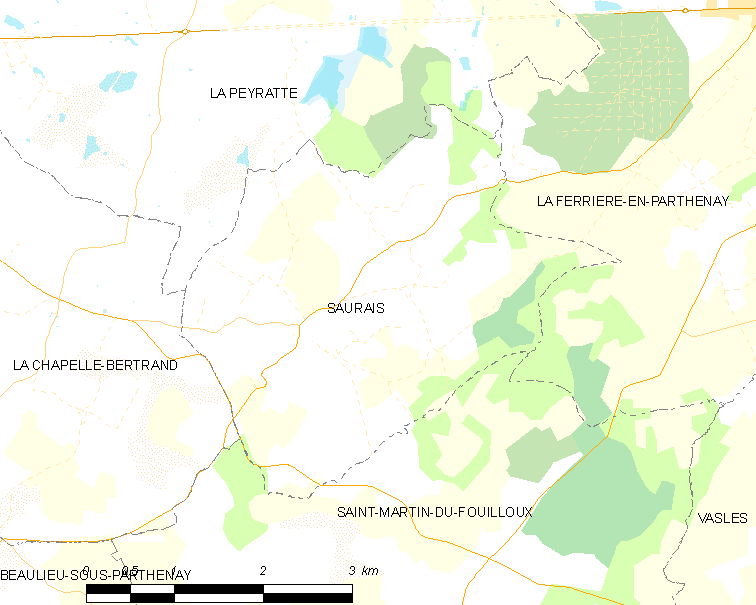
索赖的OSM定位图

索赖的时区为UTC+01:00、UTC+02:00（夏令时）。

## 行政
索赖的邮政编码为79200，INSEE市镇编码为79306。

## 政治
索赖所属的省级选区为拉加蒂讷县。

## 人口

1962-2008年间索赖人口变化图示

索赖于2022年1月1日时的人口数量为182人。